# Ángel Rodríguez Nebreda
Ángel Rodríguez Nebreda (Lleó, 2 de gener de 1972) és un futbolista castellanolleonès, que ocupa la posició de migcampista.

## Trajectòria
Comença la seua carrera a les Illes Canàries, a les files del CD Mensajero, amb qui juga la temporada 93/94. L'any següent milita al Córdoba CF, i el 1995 fitxa per la UD Las Palmas, amb qui aconsegueix l'ascens a Segona Divisió. Després d'un any amb els canaris a la categoria d'argent, a l'estiu de 1997 marxa al CD Numancia, on assoleix un nou ascens el 1999, aquesta vegada, a primera divisió. El migcampista, a més a més, va ser una peça clau dels numantins, amb 37 partits i 6 gols.
Però, no debuta en Primera amb el Numancia, sinó amb el Sevilla FC, a la campanya 99/00, tot sumant 25 partits. Els sevillans queden cuers, i el lleonés marxa a un altre equip de la màxima categoria, l'Osasuna, tot i que seria suplent a El Sadar.
La temporada 01/02 retorna a Segona per militar al Polideportivo Ejido, on romandria tres temporades com a titular, fins que el 2004 s'incorpora al Recreativo de Huelva.
Des del 2005, la carrera del migcampista ha prosseguit en equips de divisions més modestes: CE Alcoià (05/06), Roquetas (06/07) i Villa de Santa Brígida (07/...).